# Comunità montana della Murgia Barese Sud-Est
La Comunità montana della Murgia Barese Sud-Est è stata una comunità montana che comprendeva 7 comuni della città metropolitana di Bari facenti parte dell'area delle Murge. La sede si trovava a Gioia del Colle.

## Soppressione
Assieme a tutte le comunità montane pugliesi, era stata soppressa l'8 gennaio 2009, con un decreto del presidente della Giunta della regione Puglia, Nichi Vendola.
Il 24 luglio 2009, in base alle motivazioni di una sentenza della Corte Costituzionale in base ad un ricorso di Veneto e Toscana, la legge regionale che scioglieva gli enti viene dichiarata incostituzionale.
Nel 2010 la Regione Puglia approva un nuovo provvedimento che sopprime definitivamente l'ente. In seguito, ha altresì provveduto alla nomina di un commissario liquidatore.

## Territorio
In ordine di numero abitanti, ne facevano parte i comuni di:
| Rank   | Comune                | Superficie (km²) | Abitanti | Densità (ab./km²) | Altitudine (m s.l.m.) | Frazioni |
| ------ | --------------------- | ---------------- | -------- | ----------------- | --------------------- | --- |
| 1      | Gioia del Colle       | 208,94           | 27.949   | 127,4             | 360                   | Colonia Hanseniana, Corvello, La Torre, Casino Eramo e Marzagaglia, Monte Sannace, Montursi, Santa Candida, Terzi, Villaggio Azzurro |
| 2      | Santeramo in Colle    | 144,86           | 26.722   | 177,09            | 489                   | Jazzitiello, Alessandriello, Iesce, Guardiola, Vallone della Silica                                                                  |
| 3      | Acquaviva delle Fonti | 132,03           | 21.243   | 150,97            | 300                   | |
| 4      | Noci                  | 148,2            | 19.403   | 125,96            | 420                   | Lamadacqua, Monte Imperatore |
| 5      | Cassano delle Murge   | 90,2             | 13.260   | 165,86            | 341                   | |
| 6      | Grumo Appula          | 81,3             | 13.046   | 149,13            | 181                   | Mellitto |
| 7      | Toritto               | 75,35            | 8.710    | 106,18            | 240                   | Quasano |
| Totale |                       | 883,88           | 111.233  |                   |                       | |

Dati abitanti aggiornati al 2009.